# Клочко Іван Гаврилович
Іван Гаврилович Клочко (Клочок) (6 травня 1890, село Браниця Козелецького повіту Чернігівської губернії, тепер Ніжинського району Чернігівської області — розстріляний 10 вересня 1937, місто Москва, тепер Російська Федерація) — радянський військовий діяч, комбриг, військовий аташе, член Всеросійських Установчих зборів (1918).

## Біографія
Народився в селянській родині. З 1903 по 1907 рік навчався у міському училищі в місті Козельці, у 1910 році закінчив Глухівський учительський інститут.
З червня 1910 по серпень 1915 року працював вчителем у місті Чернігові.
У вересні 1915 року мобілізований до російської імператорської армії, став юнкером 2-го Київського Миколаївського піхотного училища. Закінчив училище 1 січня 1916 року у званні прапорщика з наступним зарахуванням до армійської піхоти. З вересня 1916 року обіймав посаду командира роти 88-го запасного піхотного полку в місті Костромі. На 1917 рік мав чин підпоручника 129-го піхотного Бессарабського полку.
У 1917 році вступив до партії українських соціалістів-революціонерів (УПСР), був головою комітету українських есерів 12-ї армії Північного фронту та членом Ради солдатських депутатів у Ризі та Валку. У серпні 1917 року призначений комісаром 21-го корпусу 12-ї армії.
Наприкінці 1917 року обраний до Всеросійських Установчих зборів у виборчому окрузі Північного фронту за списком № 4 (українські есери та мусульманські соціалісти), був єдиним обраним від цього списку. 5 січня 1918 року брав участь у першому та останньому засіданні Установчих зборів Російської республіки.
Член РКП(б) з 1918 року.
З січня 1918 року — командир радянського партизанського загону в Україні. До вересня 1921 року був членом революційного комітету, начальником штабу підпільних сил, начальником 1-го району оборони міста Харкова, начальником і військовим комісаром Школи червоних старшин у Харкові.
У 1921—1924 роках — слухач основного факультету Військової академії РСЧА в Москві. Паралельно з навчанням у 1923—1924 роках працював військовим радником при ЦК Комуністичної партії Німеччини, брав активну участь в підготовці прорадянського заколоту в Німеччині.
У квітні 1924 року призначений начальником військово-академічного відділу Управління військово-навчальних закладів РСЧА. У 1925 році обраний член Центральної ради військово-наукового товариства СРСР.
З березня 1926 по 1927 рік служив військовим аташе при повноважних представництвах СРСР одночасно у трьох країнах: Латвії, Естонії та Литві.
З квітня 1927 по 1929 рік — військовий аташе при повноважному представництві СРСР у Польщі.
У березні 1930 — лютому 1931 року — помічник начальника 4-го (розвідувального) управління, одночасно — начальник 3-го (інформаційно-статистичного) відділу штабу РСЧА.
У лютому 1931 — січні 1932 року — командир і військовий комісар 5-ї Вітебської стрілецької дивізії у місті Полоцьку.
У січні — грудні 1932 року — заступник начальника штабу Білоруського військового округу у місті Смоленську.
У грудні 1932 — грудні 1933 року — начальник штабу Військової академії РСЧА імені Фрунзе у Москві.
У грудні 1933 — лютому 1936 року — військовий аташе при повноважному представництві СРСР у Туреччині.
У лютому 1936 — червні 1937 року — начальник наукового військово-історичного відділу Генерального штабу РСЧА.
8 червня 1937 року заарештований органами НКВС. Звинувачений в участі в контрреволюційній терористичній організації та у військовій змові. 10 вересня 1937 року засуджений Військовою колегією Верховного суду СРСР до розстрілу, страчений того ж дня. Похований на Донському цвинтарі у Москві.
Посмертно реабілітований 26 вересня 1956 року.

## Звання
- прапорщик (1.01.1916)
- підпоручник (1917)
- комбриг (26.11.1935)

## Нагороди
- орден Червоного Прапора